# Eduard Sandifort

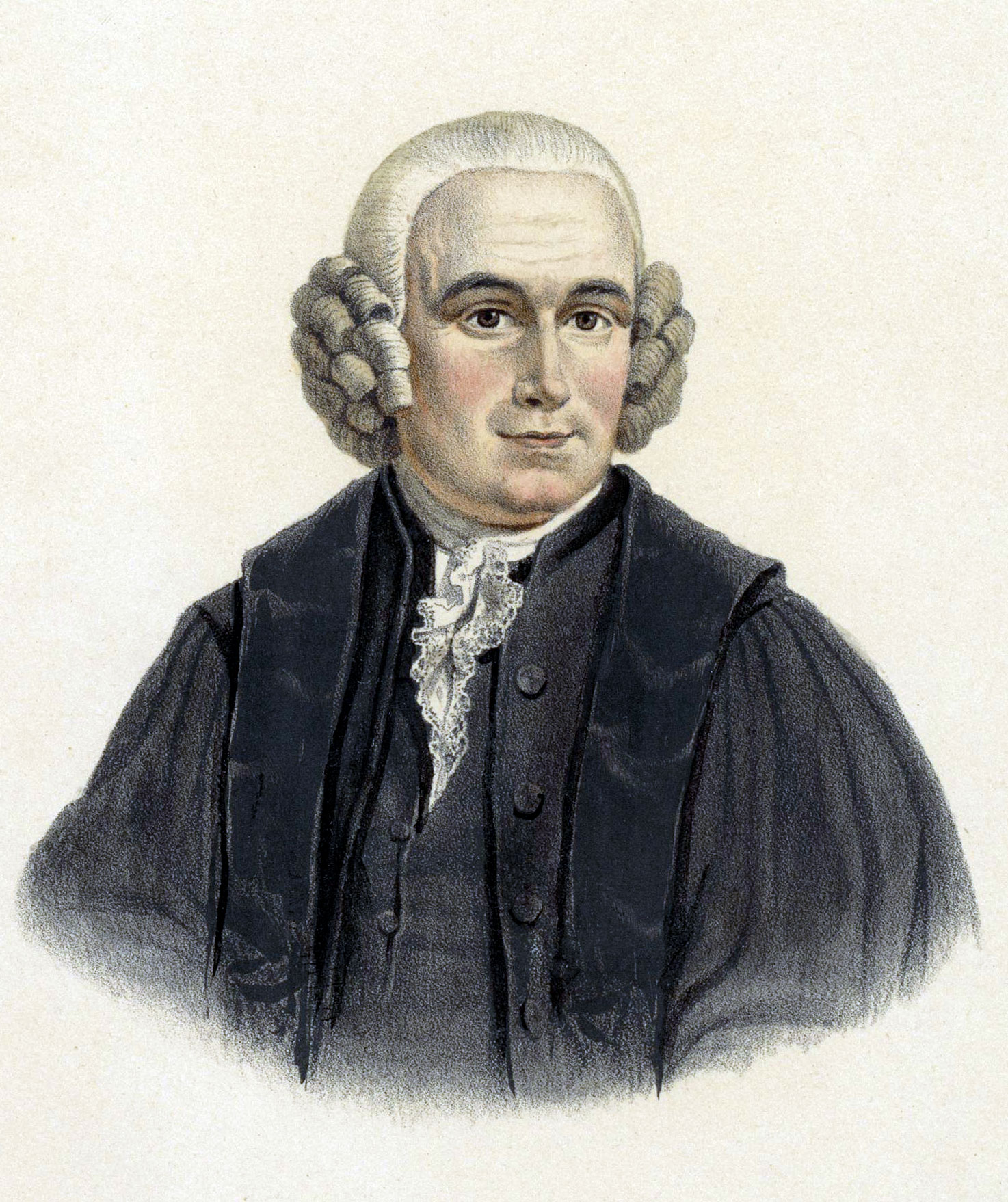
Eduard Sandifort

Eduard Sandifort (* 14. November 1742 in Dordrecht; † 12. Februar 1814 in Leiden) war ein niederländischer Anatom und Chirurg. Er gilt als Vater der pathologischen Ikonographie.

## Leben
Eduard Sandifort war Sohn des Pfarrers Gerard Sandifort und dessen Frau Geertrudi Helena Snellen. Der Mediziner Jan Bernard Sandifort war sein Bruder. Er hatte seine erste Ausbildung am Gymnasium in Den Haag erhalten. 1758 begann er ein Studium der medizinischen Wissenschaften unter Bernhard Siegfried Albinus an der Universität Leiden und wurde am 19. Dezember 1763 mit dem Thema de Pelvi ejusque in partu dilatatione zum Doktor der Medizin promoviert. Danach arbeitete er als praktischer Arzt in Den Haag, wo er in quartalsmäßigen Perioden seine Natuur- en Geneeskundige Bibliotheek herausgab. Dabei hatte er vielfältige wissenschaftliche Kontakte aufgebaut.
So wurde er am 28. September 1766 Mitglied der Leopoldina, 1768 wurde er Mitglied der Königlich Schwedischen Akademie der Wissenschaften in Stockholm und bis 1809 Mitglied bei neunzehn weiteren Wissenschaftsgesellschaften in den Niederlanden, der Schweiz, Deutschland, Schottland, England und Frankreich. Am 1. Oktober 1771 wurde er Dozent der Anatomie und Chirurgie an der Leidener Hochschule, am 30. April 1771 beriefen ihn die Kuratoren der Leidener Hochschule zum außerordentlichen Professor der Anatomie und Chirurgie, welche Aufgabe er am 22. Mai 1771 mit der ungedruckten Antrittsrede oratio de optimo Anatomico übernahm. Am 1. Februar 1772 berief man ihn als Nachfolger von Albinus zum ordentlichen Professor der Anatomie und Chirurgie, welchen Lehrstuhl er am 25. Mai 1772  mit der Rede De circumspecto cadaverum examine, optimo Med. pract. adminiculo übernahm. Zudem übertrug man ihm am 12. Juni 1778 die Professur der Medizin.
In seiner Eigenschaft als Lehrkörper der Hochschule beteiligte er sich an den organisatorischen Aufgaben und war 1782/83 sowie 1802/03 Rektor der Alma Mater. Bei der Niederlegung der Rektorate hielt er die Reden de officio Medici perquam difficili a multis pessime neglecto (1783) und de Bernardo Siegfried Albino, Anatomicorum, quotquot elapso floruerant seculo, facile principe, physiologorum vero sui temporis summon (1803). Aus seiner Ehe mit Catharina Johanna Kindeed stammt der Sohn Gerard Sandifort (1779–1848), welchem er am 29. März 1805 seine anatomischen Aufgaben übertrug und mit dem er ab dem 4. November 1807 zusammen die Vorlesungen zur Medizin, Chirurgie und Anatomie hielt. Zudem ist sein Sohn Paul Johannes Sandifort (* um 1781 in Leiden) ebenfalls Mediziner geworden. 1813 wurde Sandifort von seinen Lehraufgaben emeritiert und verstarb ein Jahr später.
Von Sandifort stammt eine frühe, 1777 publizierte, Beschreibung der Fallotschen Tetralogie, einer Missbildung des Herzens.
Die Impfung des Viehs, wie auch den Pocken bei den Menschen wurde durch Sandifort gefördert. Seit 1808 wirkte er als konsultierender Arzt des Königs Louis Bonaparte. Aus seiner eingehenden Beschäftigung mit pathologischer Anatomie, entstanden die Leidener Skelettsammlung und zahlreiche Illustrationen in seinen Werken. Jean Cruveilhier (1791–1874) bezeichnete ihn daher als Vater der pathologischen Ikonografie.
Die anatomisch-pathologischen Präparate der Leidener Sammlung publizierte Sandifort 1793 in seinem umfangreichen Museum anatomicum.

## Schriften
- Dissertatio inauguralis, de Pelvi, ejusque in partu delatione. Leiden 1763.
- Observatio de foetu monstroso, cujus viscera abdominalia omnia una cum corde extra corpus propendebant. In: Actis Helveticis. Band 7 ,  S. 86.
- Observatio de puero monstroso. In: Novis Actis Phys. Med. Acad. Nat. Cur. Band 4, S. 150.
- Descriptio morbi contagiosi, qui in Belgio A. 1769. in Schwedisch In: Vetensk. Acad. Hardingar. 1769, S. 325; in Deutsch: Beschreibung der Viehseuche in Holland, 1769. Leipzig 1772.
- Observationes de usu ligni Quassiae. 1770.
- Natuur- en Geneeskundige Bibliotheek. 11 Bände. Den Haag 1765–1775.
- Heel- en ontleeddkundige verhandling over een skagaderbreuk enz. Den Haag, 1765
- Thesaurus Dissertationum, Programmatum, aliorumque opusculorum. 5 Bände. Leiden 1768–1778, (1. Bd. Online, 3. Bd. Online)
- Oratio de circumspecto cadaverum examine optimo practicae medicinae adminiculo. Leiden 1772
- Observationes Anatomico-Pathologicae. 4 Bände. Leiden 1777–1781. (1. Band., 1777, 2. Band)
- Discriptio musculorum hominum. Leiden 1781
- Icones herniae inguinalis congenitae. Leiden 1781
- Tabulae intestini duodeni. Leiden 1780
- Tabulae uteri puerpeae. Leiden 1781.
- Beschryving en afbeelding van een aangeboen liesbreuck. Leiden 1781.
- Exercitationes Academicae. Leiden 1783–1785, 2. Bde.
- Anatome infantis cerebro destituto. Leiden 1784
- Descriptio ossium hominis. Leiden 1785.
- Museum anatomicum Academiae Lugduno-Batavae. 2 Bände. Leiden 1793. (anatomisch-pathologischer Textband und Abbildungsband mit Kupferstichen ausgewählter Präparate nach Zeichnungen von Abraham Delfos)

Herausgeberschaften und Übersetzungen
- Tabulae ossium. Leiden, 1791. Mit A. Vesalii
- Institutiones Physiologicae et Pathologicae. Leiden 1784. 2. Bde., mit Leopoldo Marco Antonio Caldani (1. Bd. Online)
- Observationes ad uteri constructionem pertinentes. 1788 mit German Azzoguidi
- Nova gubernaculi testis Hunleriani et tunicae vaginalis discriptio; ut et observationes de claudicatione congenita. Mit J.B. Pallettae
- Dissertatio de testium in foetu posita; de eorum in scrotum descensu: de tuniearum, quibus hi continentur, numero et origine. Mit J. Brugnoni
- Opuscula Anatomica. Leiden 1788
- Over de inenting der kinderpokjes. Den Haag, 1768, aus dem englischen von Th. Dinsdale
- Heelkundige waarnemingen. Den Haag 1771, aus dem schwedischen von O. Acrell
- Over de ziekten der kinderen. Uit het Zweedsch vert. en met aanm. verm. Den Haag, 1768; 1770, 2. Bde., von Nils Rosen van Rosenstern, (2. Bd. Online)
- Inleiding tot de genezing der inwendige ziekten, door het opperste collegie der geneeskunde te Berlijn. Leiden 1788, aus dem deutschen übersetzt
- Briefe über Italien, vornehmlich den gegenwärtigen Zustand der Arzneikunde und die Naturgeschichte betreffend : an Herrn Professor Sandifort zu Leyden geschrieben. Dänzer, Düsseldorf 1793-. 2. Bde. (Digitalisat)

## Anmerkung
1. ↑  Gerard Sandifort der Ältere (* 14. November 1709 in Ouddorp; 31. Dezember 1757 in Den Haag) niederländischer Theologe; Gerard war der Sohn des Chirurgen Eduard Sandifort und dessen Frau Anna, die Tochter des Leutnants der Infanterie Pieter Schaap und dessen Frau Clara Thein. Nach dem frühen Tod seiner Eltern nahm ihn seine Schwester Hester auf, welche mit dem Chirurgen in Brielle Johannes van Boeymeer verheiratet war. In Brielle besuchte er von 1721 an die dortige Schule und wechselte 1724 an die Illustre Schule nach Middelburg, welche unter der Leitung von Rutger Ouwens  (1692–1780) stand. Nach dem Tod seiner Schwester besuchte er die Lateinschule in Harderwijk und besuchte an 1727 die Universität Harderwijk. Hier waren Petrus Ens, Cornelis Sieben, Cornelius van Houten und Cornelius Sebastiaan Cremer seine Lehrer. 1730 setzte er seine Studien an der Universität Leiden fort wo  Taco Hajo van den Honert und Franciscus Fabriciu seine prägenden Lehrer wurden. Unter letzterem verteidigte er am 1. Oktober 1732 die Abhandlung Dissertatio oratoro-theologica de formulis precum. Am 29. Juni 1734 wurde er Kandidat des Predigtamtes und fand 1735 eine Stelle als Pfarrer in Ost und Westblokker. 1738 wechselte er als Pfarrer nach Harderwijk, fand im selben Jahr eine Anstellung als Pfarrer in Deventer und 1740 ging er in gleicher Eigenschaft nach Dordrecht. Drei Mal lehnte er eine Berufung als Pfarrer in Haarlem ab, bevor er schließlich 1744 als Seelsorger nach Den Haag zog. Seine Handschriften sind nach seinem Tod verbrannt, lediglich seine Abhandlung ist im Druck erschienen. Am 14. September 1735 hatte er sich mit Geertrudi Helena, die Tochter des Briller Bürgermeisters Paulus Snellen verheiratet. Man kennt die Kinder Eduard, Paulus (* 3. Oktober 1738 in Harderwijk, studierte in Leiden, wurde 1760 mit der Dissertatie de Jure retractus (Leiden 1760) Dr. jur. und arbeitete dann In Den Haag) und Jan Bernard (* 12. Januar in Den Haag, studierte in Leiden, 1770 mit Dissertatio de proverbio medice vivere, misere vivere. (Leiden 1770) Dr. med., 1803 erschien von ihm in Den Haag Description de l'usage de la règle à miroir, ou essai d'un nouv. instrument à remplucer l'Astrolabe.). Quelle: Abraham Jacob van der Aa: Biographisch Woordenboek der Nederlanden. Verlag J. J. van Brederode, Haarlem 1874, Bd. 17, Teil 1, S. 83, (online, niederländisch)